# Valle de Korangal
El valle de Korangal está localizado en el país asiático de Afganistán, se encuentra al sur del río Pech en el distrito del mismo nombre de la provincia de Kunar, en el noreste de Afganistán. Al este se encuentra Asadabad, capital de la provincia de Kunar, en el oeste el distrito de Chapa, y al sur se encuentra el distrito Chawkay.
En el lugar se estableció una base militar para combatir a las milicias locales. Después de años de lucha sostenida y bajas con un progreso poco evidente, los militares de EE. UU. cerraron el puesto de Korangal el 14 de abril de 2010.